# Benz (Malente)
Benz ist eine Dorfschaft der Gemeinde Malente im Kreis Ostholstein in Schleswig-Holstein.

## Geographie
Benz liegt in der Endmoränenlandschaft der Holsteinischen Schweiz. Die beiden Benzer Seen, also Großer Benzer See und Kleiner Benzer See, werden auch Benzer Augen genannt. Geologisch sind die Seen zwei Toteisseen, die nach der letzten Eiszeit dort entstanden, wo zwei riesige Gletschereisblöcke liegen blieben.
Durch den Ort verläuft die Kreisstraße 1.

## Geschichte

### Ostholsteins Besiedlung nach der Eiszeit
In Ostholstein entstand in der letzten Eiszeit, der Weichseleiszeit, eine Endmoränenlandschaft mit Hügeln, Seen, Granitfelsen und unterschiedlichen Ackerböden. Die Rentierjäger waren die ersten Bewohner nach der Weichseleiszeit. Archäologische Funde der frühen Bewohner sind Faustkeile und Speerspitzen aus Flintstein. Aus der Zeit des Ackerbaus finden wir auch Mahlsteine, Schmuck, Bronzeteile, Siedlungsspuren, Megalithgräber und Urnenfelder. Bis etwa 600 n. Chr. hatten die germanischen Holsten das Gebiet sesshaft bewohnt. Im Zuge der Völkerwanderung verließen die Holsten Ostholstein. Etwa ein Jahrhundert lang blieb es siedlungsleer, bis ab 700 n. Chr. die slawischen Wagrier den Raum von Ostholstein bis südlich zur Elbe kampflos besiedelten. Karl der Große überließ das Gebiet später den ebenfalls slawischen Abodriten, da sie sich mit ihm im Kampf gegen die Sachsen verbündet hatten, und einigte sich 810 n. Chr. mit ihnen auf den Limes Saxoniae, den Grenzstreifen des slawischen Siedlungsraums.
Um 970 wurde das Bistum Oldenburg gegründet. Herzog Heinrich der Löwe gab Wagrien als Lehen an den Grafen Adolf II. von Holstein, der ab 1143 mit der Ansiedlung sowohl von Kolonisten aus seinem Herrschaftsbereich als auch Westfalen, Flamen, Friesen, und Sachsen in den mittleren und südlichen Teilen Wagriens begann. Er war auch bemüht, in seinem Herrschaftsbereich die christliche Missionierung zu fördern, worin er durch den Missionar Vizelin unterstützt wurde. Schon bald ging die slawische Bevölkerung in der neuen Mehrheit auf. Um 1150 förderte Heinrich der Löwe Lübeck und das Bistum Oldenburg, dem er 300 Hufen zusprach.

### Die ersten Urkunden 1215
Benz, ein wendisches Dorf, wurde 1215/16 als Banzeuiz zusammen mit anderen Dörfern des Bischofs von Lübeck in zwei Urkunden erwähnt. In der Zeit nach Heinrich dem Löwen, von 1201, der Schlacht bei Stellau, bis 1227, der Schlacht von Bornhöved, reichte die dänische Herrschaft bis an die Elbe. Der König Waldemar II. von Dänemark setzte seinen thüringischen Neffen Albrecht von Orlamünde als Grafen von Holstein ein. Der Bischof Bertold von Lübeck bat sowohl die neuen Landesherren Waldemar II. und Albrecht von Orlamünde als auch den Papst Honorius III., seine Besitzungen und Rechte in Holstein mit Urkunden zu bestätigen. Benz gehörte zu den Dörfern des bischöflichen Gerichts in Malente.
2015 wurde „800 Jahre Benz“ gefeiert.

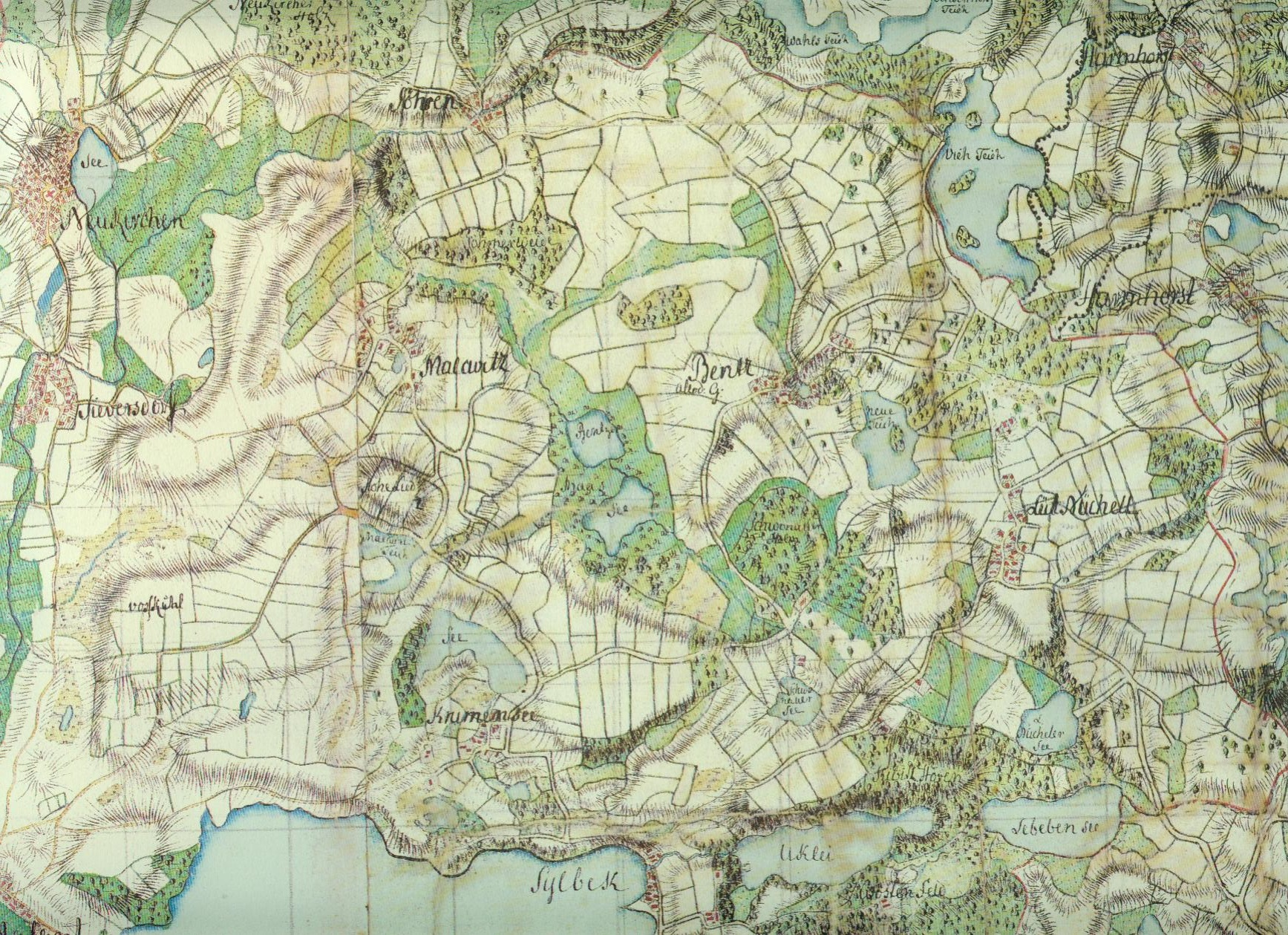
Ausschnitt einer Karte von Holstein aus dem Jahr 1790. In der Umgebung von Benz gab es damals mehr Teiche und weniger Straßen

### Die Herkunft des Namens Benz
Noch heute verraten uns die Namen der Dörfer teilweise die Herkunft der Siedler: Die Namen Utin und Flehm sind niederländisch-flämisch. Der Name Benz ist slawisch.
Die Namen in den Urkunden von 1215 Banzeuiz und 1251 Benzsche kommen nach Haefs von dem altpolabischen Basevici. Die Endsilben -vi-ci sind ein Patronymsuffix, also besitzanzeigend, und Bas ist ein Personenname. Der Name Bas könnte auch die Verkürzung sein von Banz oder Bansch. Also bedeutet der heutige Ortsname Benz: die Siedlung der Leute des Bansch oder das Dorf des Banz.

### Landwirtschaft in Benz
Um 1280 hatte Benz laut Tafelgüterverzeichnis 14 Hufner. Die Hufner hatten freie Bauernstellen.
Kaiser Karl V. erhob 1549 für die Kirchspiele Bosau, Neukirchen, Malente, Ratekau, Rensefeld und das Land Oldenburg die Reichstürkensteuer.
Sie diente der Finanzierung der Türkenkriege, die für den Kaiser und das Reich zu einer ständigen Bedrohung geworden sind. Zu dieser Steuer wurden auch die Benzer Hufner: Pasker Tamm (heute Hof Schulte), Pasker Tode (heute Westernreiten Hof Fraider, Markus Oeverdieck, Lammert Oeverdieck und Hans Oeverdieck veranlagt.
Im 17. Jahrhundert entstand schrittweise das Gut Benzerhof aus mehreren Hufen.
Das Dorf Benz gehörte im 19. Jahrhundert zum Allodialgut Benz. Heute ist das Gut Benzerhof ein Teil von Benz.

### Schule und Feuerwehr
Vor 1836 brannte die erste Schule von Benz ab. Sie war vor dem Brand in einem schlechten Zustand. Die Schule stand am Dorfteich und dort befindet sich jetzt das Haus der Familie Puls. Das zweite Schulhaus wurde 1836 in der Flehmer Straße gebaut und ist zurzeit die Dorfkirche.
1923 brennen beim Benzerhof die alte „Meiereikate“, später der Kuhstall, die Scheune, die damalige Meierei (Hauptstraße 35) und die Hufe des Eigentümers Lemke (Schwonauer Weg 2). Der Brandstifter kann nicht ermittelt werden.
1926 wird die Freiwillige Feuerwehr Benz-Nüchel gegründet. Ihr erster Einsatz war 1934 der Brand des Kuhstalls auf dem Benzerhof.
1945 wurden in Benz und Nüchel selbstständige Freiwillige Feuerwehren gegründet.
1979 wurde zunächst eine Jugendfeuerwehr der Gemeinde Malente gegründet und seit 1981 gibt es die Jugendfeuerwehr Benz-Nüchel.

### Kirche, Sport, Wasserwerk, Kindergarten
Nach 1945 leben sehr viele Flüchtlinge in Benz; deshalb wurde 1946 für die stark gewachsene Bevölkerung im 1836 erbauten zweiten Schulhaus eine Kirche eingerichtet. Der Kirchraum wird bis heute genutzt.
Von 1948 bis 1957 bestand der Sportverein SV-Benz-Nüchel und 1963 wurde der TSV-Benz-Nüchel gegründet.
1967 wurde das Wasserwerk Benz für die Gemeinde Malente mit zwei 130 m tiefen Brunnen und ca. 25 km Hauptleitungen in Betrieb genommen.
Im Ort gibt es seit 1986 einen Kindergarten im Dörfergemeinschaftshaus, der ehemaligen Schule für Benz und Nüchel, die 1938 als drittes Schulhaus in Benz erbaut wurde.

## Verkehr
Benz hatte seit 1890 einen eigenen Bahnhof an der 1892 fertiggestellten Bahnstrecke Malente-Gremsmühlen–Lütjenburg. Am Empfangsgebäude des Bahnhofs gibt es eine Gedenktafel für die Auflösung der Reichsbahndirektion Stettin, die hier im Juli 1945 stattfand: Der „Befehlszug“ des Präsidenten der Direktion war hier gestrandet. Da die Länge des Bahnsteigs in Benz für den Zug nicht ausreichte, war er auf drei Bahnhöfe verteilt worden: Benz, Lensahn und Oldenburg. 1976 wurde der Personenverkehr eingestellt, 1996 der Güterverkehr. Von 2006 bis 2008 bestand ein Draisinenbetrieb zwischen Malente und Lütjenburg.

## Vereine
- Freiwillige Feuerwehr Benz
- Turn- und Sport-Verein Benz-Nüchel im Dörfergemeinschaftshaus